# Brandrütibach
Der Brandrütibach ist ein rund drei Kilometer langer linker Zufluss der Töss in der Gemeinde Illnau-Effretikon im Schweizer Kanton Zürich. Er durchfliesst das tief eingeschnittene Brandrütitobel im Staatswald Kyburg nahe Winterthur.

## Geographie

### Verlauf

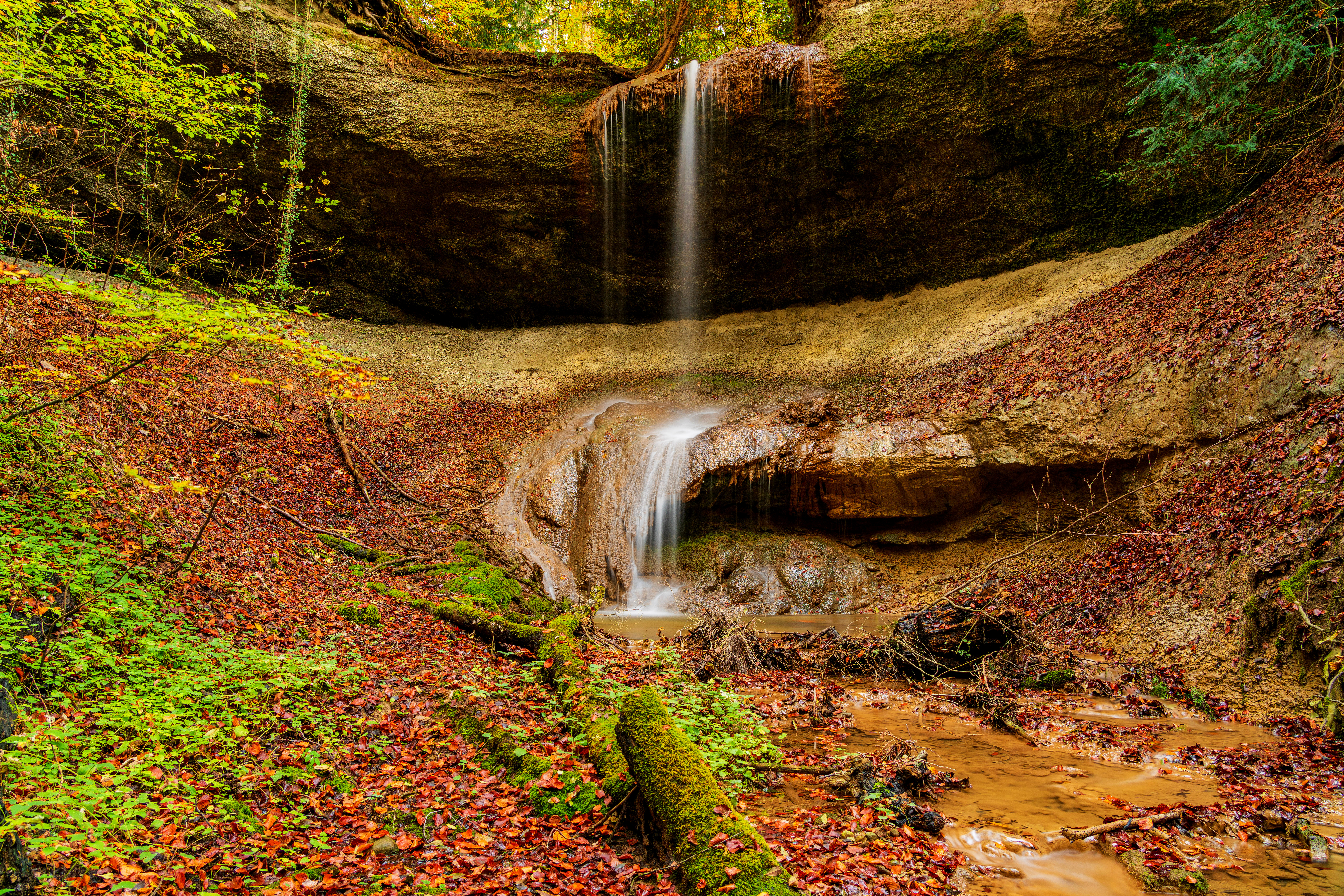
Rund 10 Meter hoher Wasserfall bei Billikon

Der Brandrütibach entspringt auf etwa 649 m ü. M. an der Buechstrasse beim Hof Erli zwischen First und Ottikon in der Gemeinde Illnau-Effretikon. Die ersten rund 180 Meter verläuft er eingedolt unter den Feldern des Hofes Erli, ehe er erstmals an die Oberfläche tritt. Er bildet für rund 180 Meter die Waldrandsgrenze des Wäldchens Schalchhof auf seinem nun nordöstlichen Kurs, bevor er erneut eingedolt wird und anfangs gegen Nordwesten, dann nach Nordosten geleitet wird und dabei die Felder im Tannacher unterquert.
Nur wenig später erreicht er den Weiler Billikon, wo er den Tannhölzlibach von rechts aufnimmt. Er unterquert den an der Kyburgstrasse gelegenen westlichen Dorfteil und tritt kurz danach wieder zutage, wobei er hier ehemals die Gemeindegrenze zu Kyburg bildete. Dabei fliesst er anfangs kurz nach Nordwesten, ehe er bis zu seiner Mündung meist in nordöstliche Richtung verläuft.
Nach kurzem Verlauf durch Felder bei Bungert durchfliesst der Bach ein kleines Tobel, begleitet von einem breiten Waldsaum. Es mündet der Chuppenacherbach von rechts, welcher den östlichen Dorfteil Billikons durchfliesst sowie ein unbenannter Zufluss von links gleich anschliessend. Hier breitet sich der Waldsaum zu einem Waldstreifen aus, welcher sich im Norden an den Chämleterwald anschliesst. Kurz nach dem Fussweg Solenbach fällt der Bach 10 Meter tief ins Brandrütitobel ab. Das Tobel, anfangs noch um die 20 Meter tief, breitet sich nun immer weiter aus. Er nimmt das Wasser des Solenbachs von rechts sowie nach einem etwa 2 Meter hohen Wasserfall das des Hinderwisbächlis von links auf. Nach der Einmündung des Bännenbodenbächlis von links sowie eines linken Seitenarmes und der Überwindung mehrerer kleiner Wasserfälle erreicht das Tobel eine Tiefe von etwa 90 bis 100 Meter.
Es folgt ein etwa 4,5 Meter hoher Wasserfall, nach welchem von rechts der Roswistobelbach aus dem Roswistobel zufliesst und nur kurz danach der Roswislibach. Aus dem Chämetertobel fliesst nur rund 15 Meter später der Chämetertobelbach, welcher auf seinem Bachlauf einen 15 Meter hohen Wasserfall überwindet, zu. Es folgt anschliessend die Mündung des Grundbächlis und des Zimmermannstobelbachs von rechts. Es fliessen ihm der Kantenbach und der Chämleterbodenbach von links zu. Nach der rechtsufrigen Mündung des Ahornbodenbachs erreicht das Tobel mit einer Tiefe um die 140 Meter seine tiefste Stelle, bevor es ins Leisental (auch Linsental) eintritt. Hier mündet der Brandrütibach auf einer Höhe von 458 m ü. M. von links in den Mittellauf der Töss, welche hier einen Bogen gegen Norden vollzieht.

### Einzugsgebiet
Das 2,8 Quadratkilometer grosse Einzugsgebiet liegt in der Gemeinde Illnau-Effretikon und setzt sich zusammen aus 51 % landwirtschaftlicher Fläche und 49 % naturnaher Fläche und Wald. Der höchste Punkt wird mit 688 m ü. M. beim Reservoir Baumgarten bei First erreicht, die durchschnittliche Höhe beträgt 620 m ü. M.
Im Süden und Westen liegt das Einzugsgebiet der Kempt und im Osten das des Wissenbachs sowie das des Mülitobelbachs, welche alle ebenfalls in die Töss entwässern.

### Zuflüsse
Die direkten und indirekten Zuflüsse bachabwärts
- Tannhölzlibach (rechts), 0,8 km
- Chuppenacherbach (rechts), 0,7 km
- Solenbach (rechts), 0,6 km
- Hinderwisbächli (links), 0,1 km
- Bännenbodenbächli (links), 0,1 km
- Langacherbach (links), 0,2 km
- Roswistobelbach (rechts), 0,3 km
- Roswislibach (rechts), 0,3 km
  - linker Seitenarm (links), 0,1 km
- Chämetertobelbach (links), 0,3 km
- Grundbächli (rechts), 0,3 km
- Zimmermannstobelbach (rechts), 0,4 km
- Kantenbach (links), 0,4 km
  - rechter Seitenarm (rechts), 0,2 km
- Chämleterbodenbach (links), 0,4 km
- Ahornbodenbach (rechts), 0,4 km

## Bilder

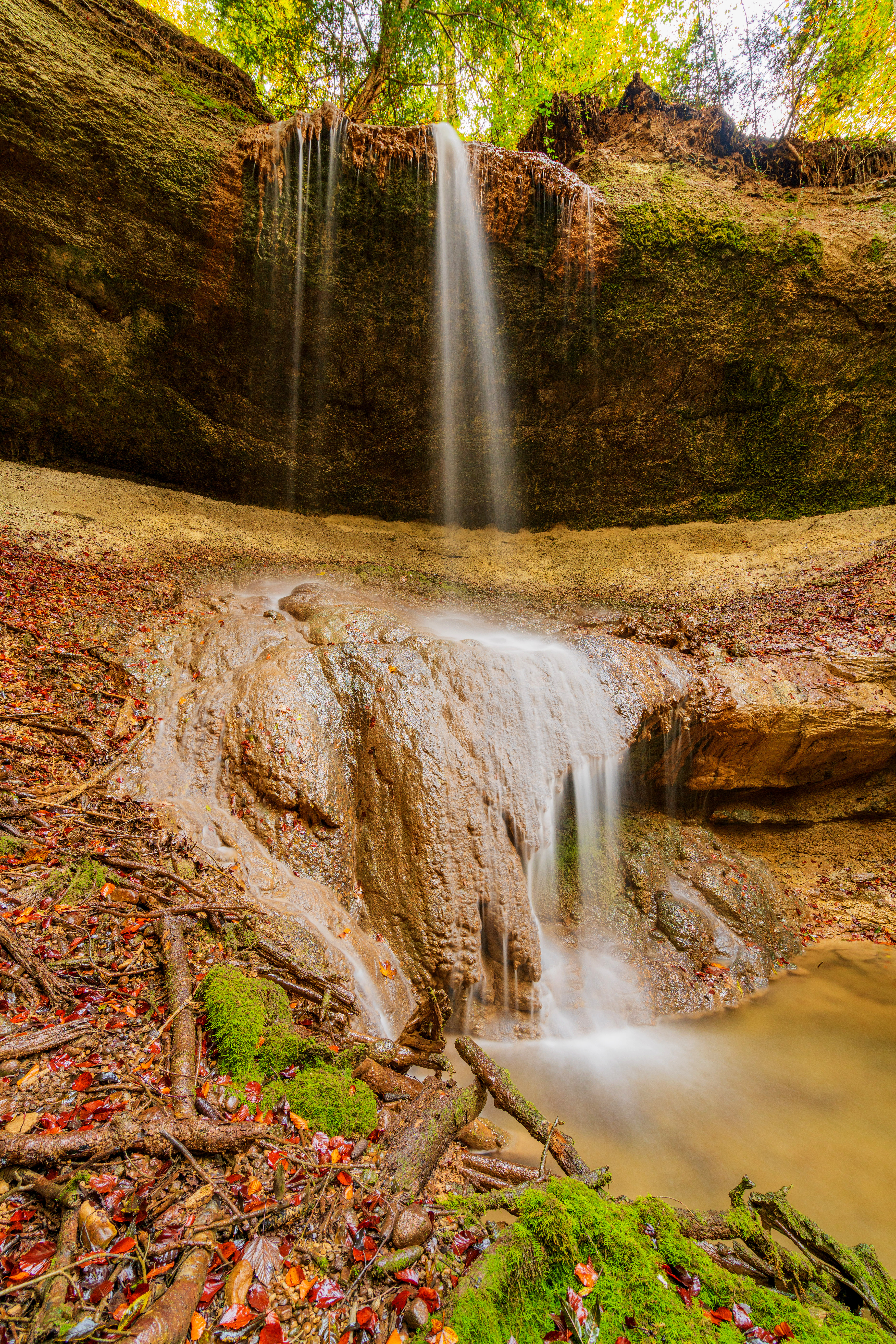
Wasserfall am Brandrütibach bei Billikon
- Wasserfall am Brandrütibach bei Billikon
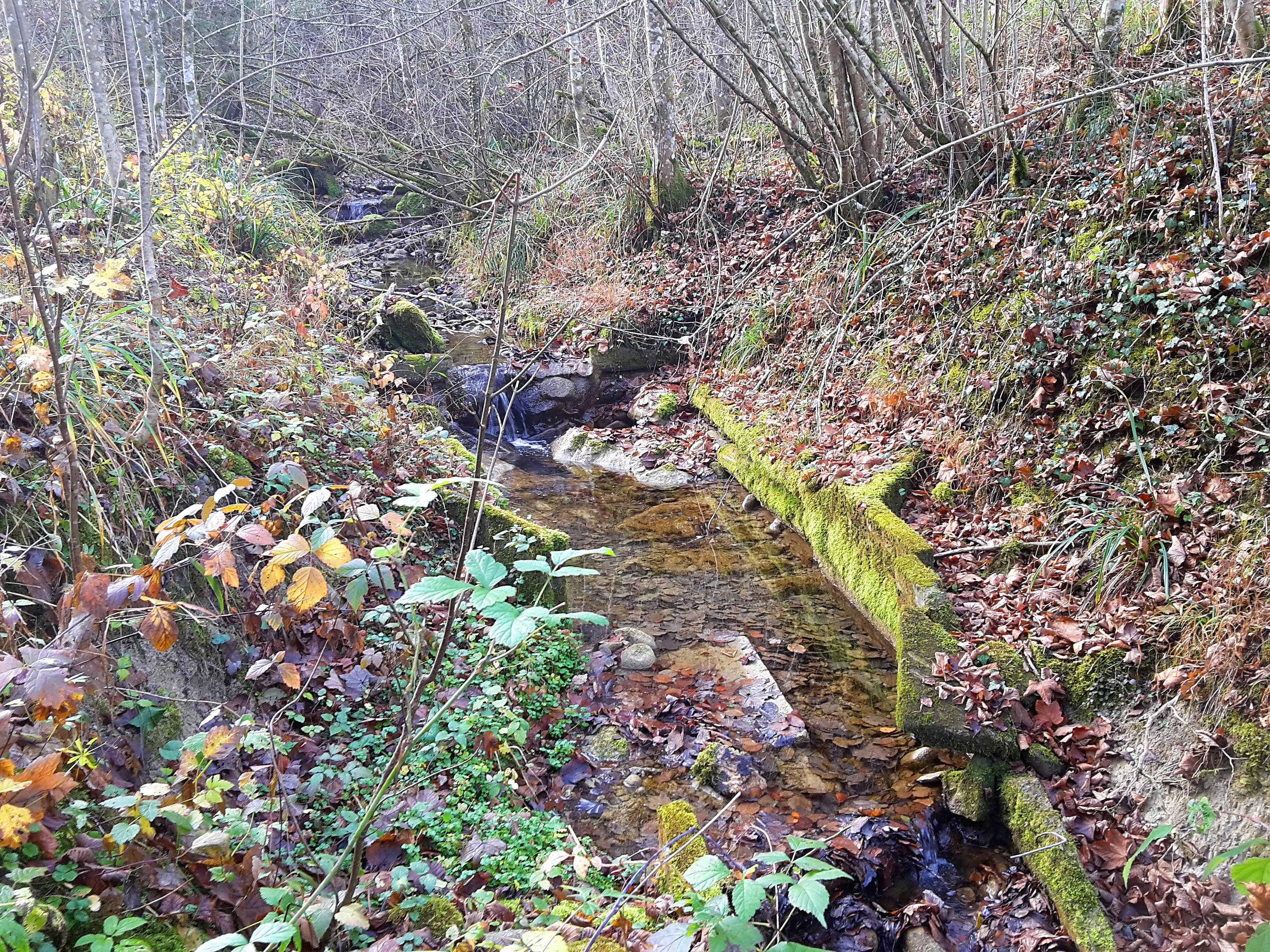
Brandrütibach vor Unterquerung der Brandrütistrasse im mittleren Teil des Tobels
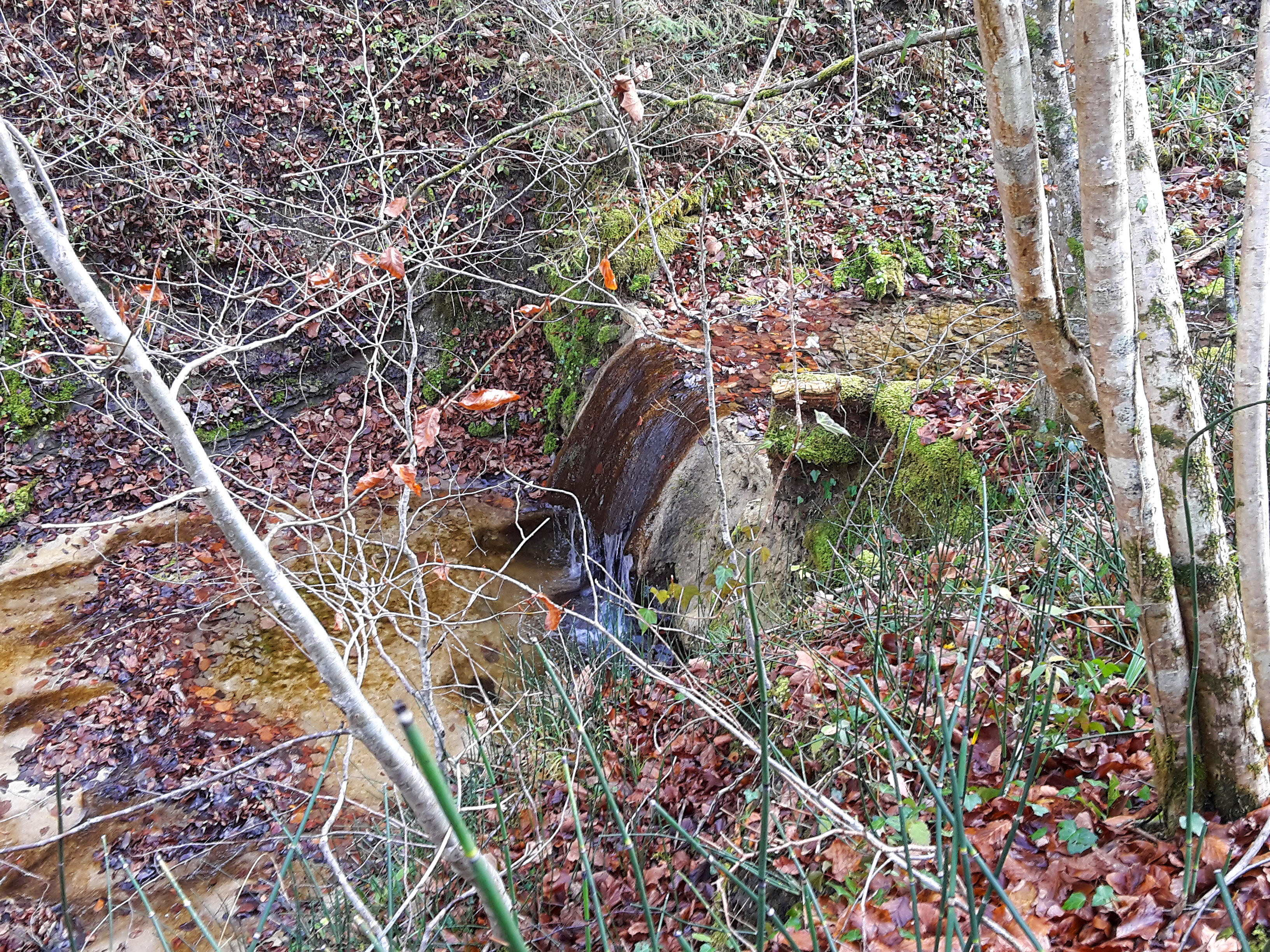
Wasserfall am Brandrütibach
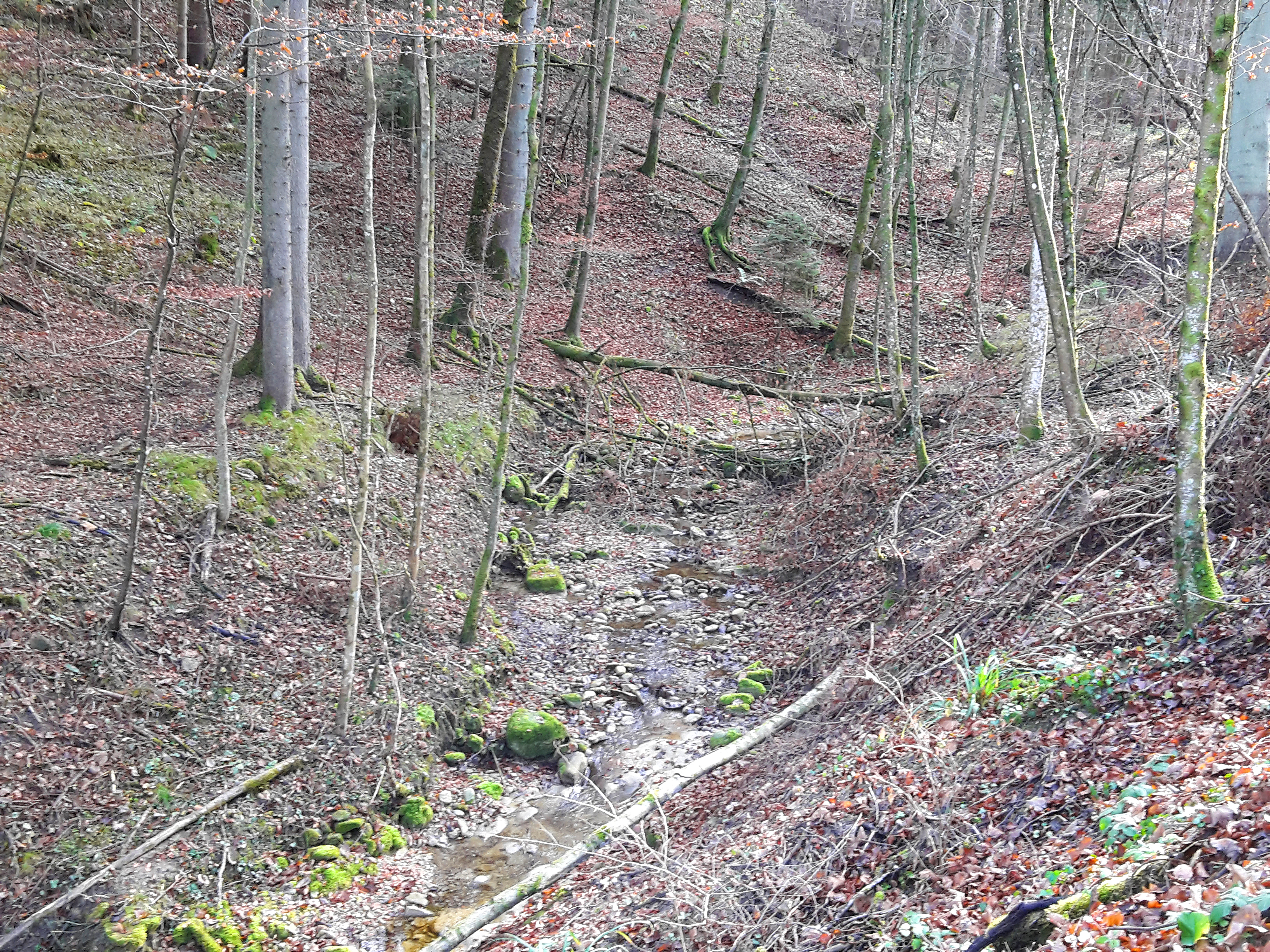
Blick ins untere Brandrütitobel
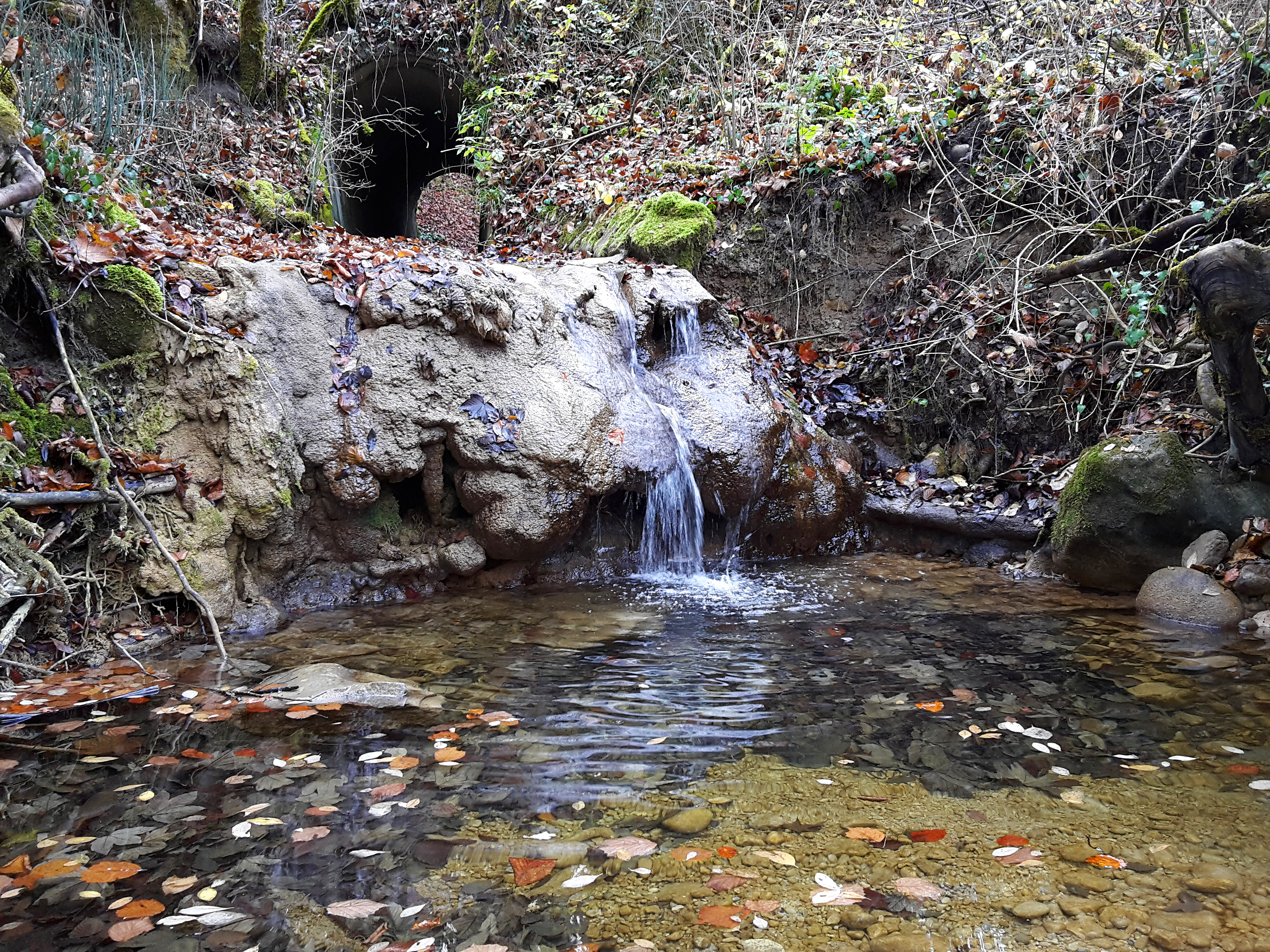
Kleiner Wasserfall direkt vor der Mündung